# Prix Maurice-Genevoix (fondé en 1985)
Ne doit pas être confondu avec Prix de l'Académie française Maurice-Genevoix.
Le prix Maurice-Genevoix est un prix littéraire annuel français fondé en 1985 par la ville de Garches à l'initiative du maire Yves Bodin, qui était un ami de la famille de Maurice Genevoix à qui il rend hommage,. Depuis 2004, il existe également un prix de l'Académie française Maurice-Genevoix .
Ce prix littéraire récompense un ouvrage littéraire qui honore le souvenir et l'œuvre de Maurice Genevoix, par le choix du thème (la nature et l'écologie, la guerre, la fraternité et la camaraderie etc.) ou la qualité du style.

## Membres du Jury
- Dominique Bona — présidente du Jury
- Charlotte Larere-Genevoix - Petite fille de Maurice Genevoix
- Julien Larere Genevoix - Petit fille de Maurice Genevoix
- Michel Bernard
- Patricia Martin
- Elisabeth Barillé
- Un représentant pour le Comité de lecture de la Médiathèque de Garches
- Dominique Barbéris
- Gisèle Bienne
- Jacques Tassin

Maurice Rheims, Robert Sabatier, Michel Tournier et Jean-Noël Pancrazi furent également membres du jury.

## Liste des lauréats
- 1985 : La Maison des prophètes de Nicolas Saudray (Seuil)
- 1986 : L'Amour du pays de Gilles Pudlowski (Flammarion)
- 1987 : L'Adieu aux champs de Rose Vincent (Seuil)
- 1988 : La Désirade de Jean-François Deniau (Olivier Orban)
- 1989 : La Femme de proie de Jean-Marie Rouart (Grasset)
- 1990 : L'Éternité fragile de Marcel Schneider (Grasset)
- 1991 : La Leçon inaugurale de Jean-Didier Wolfromm (Grasset)
- 1992 : Querencia de Pierre Veilletet (Arléa)
- 1993 : Bambini de Bertrand Visage (Seuil)
- 1994 : Rue des Archives de Michel del Castillo (Gallimard)
- 1995 : Madame Arnoul de Jean-Noël Pancrazi (Gallimard)
- 1996 : Hymnes à l'amour d'Anne Wiazemsky (Gallimard)
- 1997 : Nous serons comme des dieux d'Ève de Castro (Albin Michel)
- 1998 : Une petite femme de Jean-Marc Roberts (Grasset)
- 1999 : Adieu, phénomène de Geneviève Dormann (Albin Michel)
- 2000 : Lettre d'été de Pascale Roze (Albin Michel)
- 2001 : C'était tous les jours tempête de Jérôme Garcin (Gallimard)
- 2002 : Le Chant du grand nord de Nicolas Vanier (XO)
- 2003 : En étrange pays de Gilles Lapouge (Albin Michel)
- 2004 : Le Monument de Claude Duneton (Gallimard, Balland)
- 2005 : La mort de don Juan de Patrick Poivre d'Arvor (Albin Michel)
- 2006 : Une saison sur la Terre de Marc Lambron (Grasset)
- 2007 : La Maison du retour de Jean-Paul Kauffmann (Nil éditions)
- 2008 : Dictionnaire amoureux de la France de Denis Tillinac (Plon)
- 2009 : La Maison du docteur Laheurte de Michel Bernard (La Table ronde)
- 2010 : Les Taiseux de Jean-Louis Ezine (Gallimard)
- 2011 : Terreur grande de Jean-Pierre Milovanoff(Grasset)
- 2012 : Au cœur des forêts de Christian Signol (Albin Michel)
- 2013 : L'Amant de Patagonie d'Isabelle Autissier (Grasset)
- 2014 : Le Collier rouge de Jean-Christophe Rufin (Gallimard)
- 2015 : Le roi disait que j'étais diable de Clara Dupont-Monod (Grasset)
- 2016 : L'Oreille d'or d'Élisabeth Barillé (Grasset)
- 2017 : La Danse des vivants d'Antoine Rault (Albin Michel)
- 2018 : Ultimes messages d'amour de Jean Chalon (Tourneciel)
- 2019 : La malchimie : Récit de Gisèle Bienne (Actes Sud, « Un endroit où aller »)[4]
- 2022 : Je crois aux arbres de Jacques Tassin (Odile Jacob)
- 2023 : Le dernier des siens de Sibylle Grimbert (Anne Carrière)
- 2024 : Guerre et Pluie de Velibor Colic (Gallimard)
- 2025 : Les deux tilleuls de Francis Grembert (Arléa)